# Desencantamiento

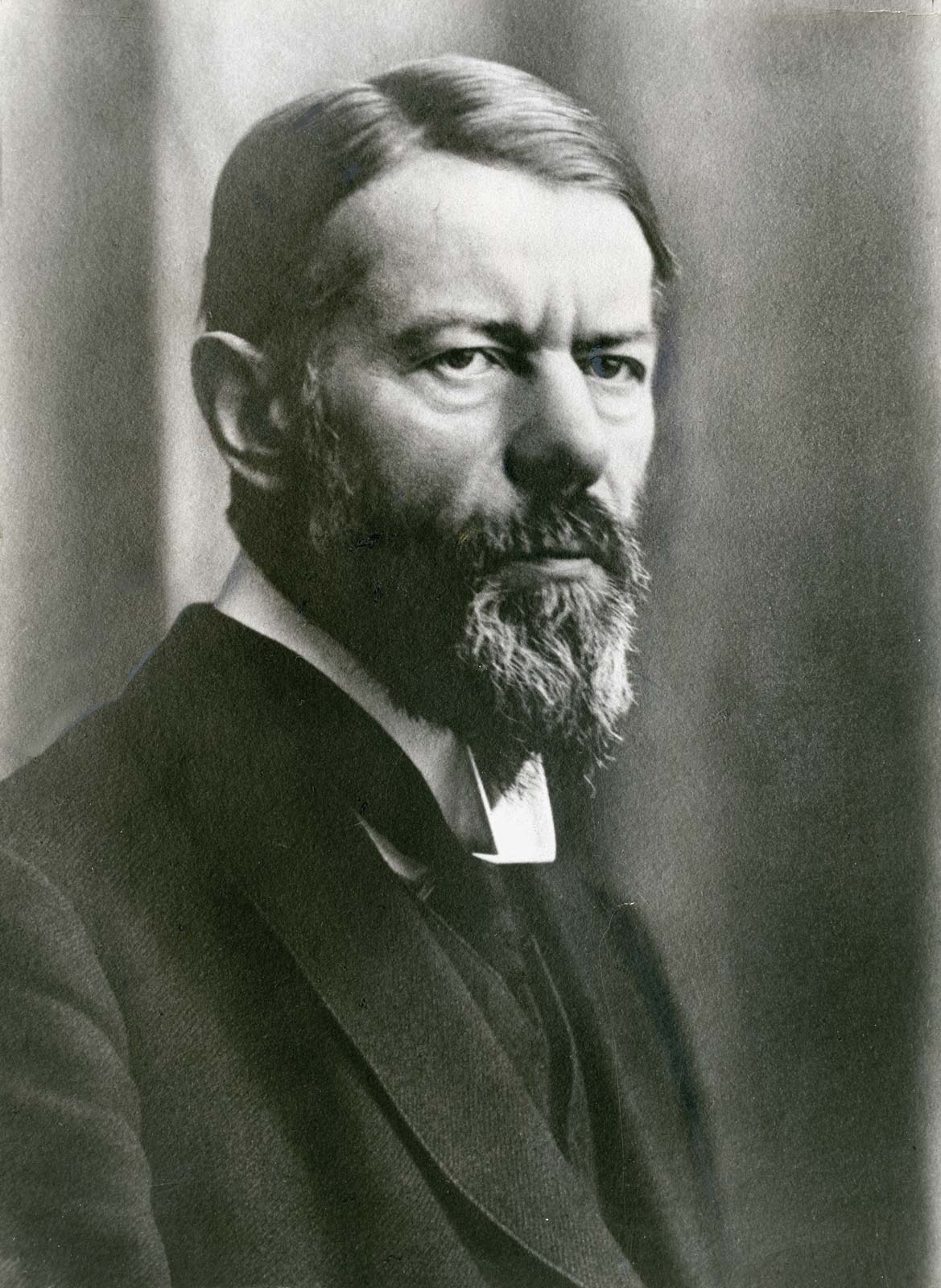
Max Weber (sociólogo alemán) acuñó el término del desencantamiento.

Desencantamiento (del mundo) (en alemán: Entzauberung (der Welt)) es un término utilizado en  ciencias sociales para explicar la  racionalización (explicación de una forma de comportamiento) cultural y la devaluación (pérdida de valor) del misticismo presente en la sociedad moderna.
El concepto fue acuñado originalmente por Max Weber para describir el carácter de una sociedad occidental modernizada, burocratizada, secularizada, donde la comprensión científica está más valorada que la creencia, y donde los procesos están orientados a metas racionales.
Así lo sostiene Max Weber en La ciencia como vocación:

Die zunehmende Intellektualisierung und Rationalisierung bedeutet also nicht eine zunehmende allgemeine Kenntnis der Lebensbedingungen, unter denen man steht. Sondern sie bedeutet etwas anderes: das Wissen davon oder den Glauben daran: daß man, wenn man nur wollte, es jederzeit erfahren könnte, daß es also prinzipiell keine geheimnisvollen unberechenbaren Mächte gebe, die da hineinspielen, daß man vielmehr alle Dinge – im Prinzip – durch Berechnen beherrschen könne. Das aber bedeutet: die Entzauberung der Welt. Nicht mehr, wie der Wilde, für den es solche Mächte gab, muss man zu magischen Mitteln greifen, um die Geister zu beherrschen oder zu erbitten. Sondern technische Mittel und Berechnung leisten das. Dies vor allem bedeutet die Intellektualisierung als solche.
Max Weber, Wissenschaft als Beruf, 1919.
La intelectualización y racionalización crecientes no significan, pues, un creciente conocimiento general de las condiciones generales de nuestra vida. Su significado es muy distinto; significan que se sabe o se cree que en cualquier momento en que se quiera se puede llegar a saber que, por tanto, no existen en torno a nuestra vida poderes ocultos o imprevisibles, sino que, por el contrario, todo puede ser dominado mediante el cálculo y la previsión. Pero esto significa el desencantamiento del mundo. A la inversa del salvaje, aún creyente en la existencia de tales poderes, nosotros no tenemos que valernos de medios que obren efectos mágicos para controlar a los espíritus. O incitarlos a la piedad. Esto es algo que se puede lograr por medio de la técnica y la previsión. He ahí, en esencia, el significado de la intelectualización.

El desencantamiento weberiano está en parte relacionado con la noción de desacralización, en la cual las estructuras e instituciones que previamente canalizaban las creencias espirituales en rituales que promovían identidades colectivas se vieron atacadas y perdieron popularidad. De acuerdo con Henri Hubert y Marcel Mauss, el ritual de sacrificio incluía dos procesos: sacralización y desacralización. El primer proceso le imbuye a una ofrenda profana propiedades sagradas -consagración- que proporciona un puente de comunicación entre los mundos de lo sagrado y lo profano. Una vez se ha hecho el sacrificio, el ritual debe ser desacralizado para devolver a los mundos de lo sagrado y lo profano a su lugar correspondiente (Bell 1997, 26). 
El desencantamiento opera a un nivel global, más que a un nivel concreto como el descrito. También destruye parte del proceso en el que los elementos caóticos sociales que requieren una sacralización continúan con el mero conocimiento como su antídoto. Así pues, el desencantamiento puede relacionarse al concepto de Durkheim de la anomia: la liberación del individuo de las ataduras que lo sujetan en la sociedad.